# American Broadcasting Company
American Broadcasting Company (ABC) is een Amerikaans televisie- en radiobedrijf dat sinds 1996 in handen is van The Walt Disney Company. Het is een van de drie grootste televisienetwerken uit de Verenigde Staten en staat bekend om het beroemde ABC Circles-logo, ontworpen door Paul Rand.

## Geschiedenis
ABC ontstond in 1945 na een ingreep van de Federal Communications Commission in de Amerikaanse radiomarkt. NBC moest een van zijn radionetwerken opgeven en stond toen NBC Blue af, om NBC Red zelf te houden. NBC Blue werd na de spin-off hernoemd tot ABC. Op 19 april 1948 verzorgde ABC vanuit New York zijn eerste televisie-uitzending. In het begin van het televisietijdperk had ABC een slechte concurrentiepositie ten opzichte van de andere netwerken als NBC en CBS. Na een fusie met United Paramount Theatres veranderde dit langzamerhand. Tegenwoordig wordt zij over het algemeen als gelijkwaardig gezien aan de andere twee.

## Programmering

### Drama
- Grey's Anatomy (2005-heden)
- Station 19 (2019-heden)
- Castle (2009-2016)
- Once Upon a Time (2011-2018)
- Scandal (2012-2018)
- Nashville (2012-heden)
- Marvel's Agents of S.H.I.E.L.D. (2013-heden)
- How to Get Away with Murder (2014-2020)
- Agent Carter (2015-heden)
- Mistresses (2013-heden)
- American Crime (2015-heden)
- Secrets and Lies (2015-heden)
- Quantico (2015-heden)
- The Family (2016)
- The Catch (2016)

### Comedy
- The Middle (2009-2018)
- Modern Family (2009-2020)
- Last Man Standing (2011-heden)
- The Goldbergs (2013-heden)
- Galavant (2015-heden)
- The Muppets (2015-heden)
- Black-ish (2014-heden)
- Fresh Off the Boat (2015-heden)
- Dr. Ken (2015-heden)
- The Real O'Neals (2016)

### Reality
- The Bachelor
- America's Funniest Home Videos
- Dancing with the Stars
- Jimmy Kimmel Live (2003-heden)
- Shark Tank
- Extreme Weight Loss (2011)
- Repeat After Me (2015)
- Save My Life: Boston Trauma (2015)
- The Great Holiday Baking Show (2015)
- 500 Questions (2015)
- BattleBots (2015)
- Beyond the Tank (2015)
- Boston EMS (2015)
- Celebrity Family Feud (2015)

### Nieuws
- 20/20 (1979-heden)
- ABC World News (1978-heden)
- America This Morning (1982-heden)
- Good Morning America (1975-heden)
- Nightline (1979-heden)
- Primetime (1989-heden)
- This Week (1981-heden)
- World News Now (1992-heden)

### Dagprogramma's
- General Hospital (soap, 1963-heden)
- The View (praatprogramma, 2003-heden)
- The Chew

## Oudere, bekende ABC-producties
- According to Jim (2001-2008)
- The Addams Family (1964-1966)
- Alias (2001-2006)
- All My Children (soap) (1970-2011)
- 8 Simple Rules (2002-2005)
- Batman (1966-1968)
- Battlestar Galactica (oude reeks) (1978-1979)
- Benson (1979-1986)
- Better Off Ted (2009-2010)
- Body of Proof (2010-2013)
- Boston Legal (2004-2008)
- Boy Meets World (1993-2000)
- Brothers & Sisters (2006-2010)
- The Brady Bunch (1969-1974)
- Charlie's Angels (1976-1981)
- China Beach (1988-1991)
- Coach (1989-1997)
- Desperate Housewives (2004-2012)
- Dharma & Greg (1997-2002)
- Dirty Sexy Money (drama) (2007-2008)
- Doogie Howser, M.D. (1989-1993)
- Don't Trust the B---- in Apartment 23 (2012-2013)
- The Drew Carey Show (1995-2004)
- Dynasty (1981-1989)
- Eli Stone (drama) (2007-2008)
- Ellen (1994-1998)
- Extreme Makeover (2002-2007)
- Extreme Makeover: Home Edition (2003-2012)
- Family Matters (1989-1997)
- Festival of Family Classics (1972-1973)
- The Flintstones (1960-1966)
- Full House (1987-1995)
- Growing Pains (1985-1992)
- Hangin' with Mr. Cooper (1992-1997)
- Happy Days (1974-1984)
- Happy Endings (2011-2013)
- Home Improvement (1991-1999)
- The Jetsons (1962-1963)
- Life with Bonnie (2002-2004)
- Lizzie McGuire (2000-2004)
- Lost (2004-2010)
- The Love Boat (1977-1986)
- Men in Trees (2006-2008)
- MacGyver (1985-1992)
- Marcus Welby, M.D. (1969-1976)
- Mork & Mindy (1978-1982)
- NYPD Blue (1993-2005)
- One Life to Live (soap) (1968-2012)
- Operation Petticoat (1977-1979)
- Peyton Place (1964-1969)
- The Practice (1997-2004)
- Private Practice (2007-2013)
- Pushing Daisies (2007-2009)
- Power Rangers: Operation Overdrive (2007)
- Rookie Blue (2010-2015)
- Resurrection (2014-2015)
- Revenge (2011-2015)
- Roseanne (1988-1997)
- Sabrina, the Teenage Witch (1996-2000)
- Samantha Who? (2007-2008)
- Scrubs (2009-2010, daarvoor NBC)
- Sister, Sister (1994-1995)
- Spin City (1996-2002)
- Starsky and Hutch (1975-1979)
- Step by Step (1991-1997)
- Taxi (1978-1982)
- The Outer Limits (1963-1965)
- The Neighbors (2012-2014)
- Three's Company (1977-1984)
- Twin Peaks (1990-1991)
- Ugly Betty (2006-2010)
- V (2009-2011)
- Webster (1983-1987)
- Wife Swap
- Who's the Boss? (1984-1992)
- Whose Line Is It Anyway? (1998-2003)
- The Wonder Years (1988-1993)
- The Young Indiana Jones Chronicles (1992-1996)